# Sproglyd
En sproglyd eller fon er en lyd i et sprog, altså et specifikt segment af udtale. De er ikke nødvendigvis kontrastive som fonemer, men kan i mere eller mindre grad svare til bogstaver.
De enkelte sproglyd er manifestationer af talens lydlige grundelementer. Det kan være i form af allofoner der realiserer fonemer. 
I rigsdansk kan der høres ca. 60 elementære sproglyde, der udtrykker de ca. 37 fonemer i det danske sprog. Lydskriften Dania er designet til at gengive forskellige sproglyde på tværs af danske dialekter.
Stød, tryk og længde regnes ikke for sproglyde, men er suprasegmentale elementer.

## Sproglyd og relaterede udtryk
- Diftong
- Frikativ, Klusil
- Affrikat
- Synkrese
- Accent (tryk)
- Stemt uvulær hæmmelyd
- Stød (sproglyd)
- Laryngal